# Francesco Angelini (brydżysta)
Francesco Angelini (ur. 1945 w Rzymie) – włoski przedsiębiorca i brydżysta z tytułem World Master w kategorii Open (WBF) oraz European Grand Master (EBL).
Jest rozwiedziony, ma trzy córki: Mary Frances, Gioella i Thea.
Kieruje szeregiem przedsiębiorstw z których pierwszym było Angelini Group (przemysł chemiczny i farmaceutyczny) założony przez jego dziadka o tym samym imieniu.
W dniu 2 czerwca 2003, z okazji Dnia Republiki, otrzymał tytuł szlachecki.

## Wyniki brydżowe

### Olimpiady
Na olimpiadach uzyskał następujące rezultaty:
| Olimpiady brydżowe. Zawody teamów | Olimpiady brydżowe. Zawody teamów | Olimpiady brydżowe. Zawody teamów    | Olimpiady brydżowe. Zawody teamów | Olimpiady brydżowe. Zawody teamów | Olimpiady brydżowe. Zawody teamów |
| Rok                               | Miejsce                           | Zawody                               | Kategoria                         | Drużyna                           | Pozycja                           |
| --------------------------------- | --------------------------------- | ------------------------------------ | --------------------------------- | --------------------------------- | --------------------------------- |
| 1999                              | Lozanna                           | 2. Mistrzostwa o Wielką Nagrodę MKOL | Open                              | Italy                             | 1                                 |

### Zawody światowe
W światowych zawodach zdobył następujące lokaty:
| Mistrzostwa Świata. Konkurencja teamów | Mistrzostwa Świata. Konkurencja teamów | Mistrzostwa Świata. Konkurencja teamów | Mistrzostwa Świata. Konkurencja teamów | Mistrzostwa Świata. Konkurencja teamów | Mistrzostwa Świata. Konkurencja teamów |
| Rok                                    | Miejsce                                | Zawody                                 | Kategoria                              | Drużyna                                | Pozycja                                |
| -------------------------------------- | -------------------------------------- | -------------------------------------- | -------------------------------------- | -------------------------------------- | -------------------------------------- |
| 2011                                   | Veldhoven                              | 40. Mistrzostwa Świata Teamów          | Trans                                  | Angelini                               | 5                                      |
| 2006                                   | Werona                                 | 12. Mistrzostwa Świata                 | Open                                   | Angelini                               | 33                                     |
| 2002                                   | Montreal                               | 11. Mistrzostwa Świata                 | Open                                   | Angelini                               | 33                                     |
| 1998                                   | Lille                                  | 10. Mistrzostwa Świata                 | Open                                   | Angelini                               | 1                                      |

### Zawody europejskie
W europejskich zawodach zdobył następujące lokaty:
| Zawody europejskie. Konkurencja teamów | Zawody europejskie. Konkurencja teamów | Zawody europejskie. Konkurencja teamów | Zawody europejskie. Konkurencja teamów | Zawody europejskie. Konkurencja teamów | Zawody europejskie. Konkurencja teamów |
| Rok                                    | Miejsce                                | Zawody                                 | Kategoria                              | Drużyna                                | Pozycja                                |
| -------------------------------------- | -------------------------------------- | -------------------------------------- | -------------------------------------- | -------------------------------------- | -------------------------------------- |
| 2012                                   | Ejlat                                  | 11. Puchar Europy                      | Open                                   | Angelini – Italy                       | 2                                      |
| 2010                                   | Izmir                                  | 9. Puchar Europy Teamów                | Open                                   | Angelini – Italy                       | 2                                      |
| 2009                                   | Paryż                                  | 8. Puchar Europy                       | Open                                   | Angelini – Italy                       | 1                                      |
| 2009                                   | San Remo                               | 4. Otwarte Mistrzostwa Europy          | Open                                   | Angelini                               | 9                                      |
| 2008                                   | Amsterdam                              | 7. Puchar Europy                       | Open                                   | Parioli Italy                          | 1                                      |
| 2008                                   | Pau                                    | 49. Mistrzostwa Europy Teamów          | Open                                   | Italy                                  | 5                                      |
| 2007                                   | Wrocław                                | 6. Puchar Europy                       | Open                                   | Parioli – Italy                        | 1                                      |
| 2006                                   | Rzym                                   | 5. Puchar Europy                       | Open                                   | Parioli – Italy                        | 4                                      |
| 2005                                   | Bruksela                               | 4. Puchar Europy Teamów                | Open                                   | Parioli – Italy                        | 1                                      |
| 2004                                   | Barcelona                              | 3. Puchar Europy                       | Open                                   | Parioli – Italy                        | 1                                      |
| 2003                                   | Rzym                                   | 2. Puchar Europy                       | Open                                   | Parioli – Italy                        | 1                                      |
| 2003                                   | Mentona                                | 1. Otwarte Mistrzostwa Europy          | Open                                   | Angeli – Bov                           | 71                                     |
| 2002                                   | Salsomaggiore                          | 46. Mistrzostwa Europy Teamów          | Open                                   | Italy                                  | 1                                      |

| Zawody europejskie. Konkurencja par | Zawody europejskie. Konkurencja par | Zawody europejskie. Konkurencja par | Zawody europejskie. Konkurencja par | Zawody europejskie. Konkurencja par | Zawody europejskie. Konkurencja par |
| Rok                                 | Miejsce                             | Zawody                              | Kategoria                           | Partner                             | Pozycja                             |
| ----------------------------------- | ----------------------------------- | ----------------------------------- | ----------------------------------- | ----------------------------------- | ----------------------------------- |
| 2009                                | San Remo                            | 4. Otwarte Mistrzostwa Europy       | Open                                | Alfredo Versace                     | 163                                 |
| 2001                                | Sorrento                            | 11. Mistrzostwa Europy Par          | Open                                | Gian. Robert Luzi                   | 313                                 |
| 1995                                | Rzym                                | 8. Mistrzostwa Europy Par           | Open                                | Alfredo Versace                     | 69                                  |

## Klasyfikacja
- Francesco Angelini – klasyfikacja WBF (ang.)
- Francesco Angelini – klasyfikacja EBL (ang.)